# Hypsideres curvinucha
Hypsideres curvinucha – gatunek chrząszcza z rodziny kózkowatych i podrodziny zgrzypikowych. Jedyny przedstawiciel rodzaju Hypsideres.

## Zasięg występowania
Gatunek ten występuje w Afryce Zachodniej i Środkowej, notowany w Ganie, Kamerunie oraz Demokratycznej Republice Konga.